# Trachypteris pinnata
Trachypteris pinnata là một loài thực vật có mạch trong họ Adiantaceae. Loài này được (Hook. f.) C. Chr. miêu tả khoa học đầu tiên năm 1906.